# Daniele Scarpa
Pour les articles homonymes, voir Scarpa.
Daniele Scarpa, né le 3 janvier 1964 à Venise, est un kayakiste italien pratiquant la course en ligne.

## Palmarès

### Jeux olympiques
- Médaille d'or aux Jeux olympiques de 1996 à Atlanta en K-2 1000m avec Antonio Rossi.
- Médaille d'argent aux Jeux olympiques d'été de 1996 à Atlanta en K-2 500m avec Beniamino Bonomi[1].